# Västra Tönnetstjärnen
Västra Tönnetstjärnen är en sjö i Hagfors kommun i Värmland och ingår i Göta älvs huvudavrinningsområde.